# Натанаил Пелагонийски
Натанаил (на гръцки: Ναθαναήλ) е православен духовник, митрополит на Вселенската патриаршия.

## Биография
През април 1767 година става първият назначен от Цариград митрополит на Мъгленската епархия, след закриването на Охридската архиепископия. На 24 юни 1767 година обаче е прехвърлен на пелагонийската катедра, освободена от последния охридски архиепископ Арсений.
Остава на катедрата в Битоля до 1770 година.